# Pacte de non-agression soviéto-polonais
Le pacte de non-agression soviéto-polonais (en polonais : Polsko-radziecki pakt o nieagresji, en russe : Pakt o nenapadenii Mezhdu SSSR i Pol'shey) est un traité international de non-agression signé en 1932 par les représentants de la Pologne et de l'Union soviétique. Le pacte fut rompu unilatéralement par l'Union soviétique le 17 septembre 1939, lors de l'invasion soviétique de la Pologne.

## Contexte
Après la guerre soviéto-polonaise, les autorités polonaises poursuivirent une politique « d’égale distance » entre l'Allemagne et l'Union soviétique. La plupart des hommes politiques polonais, de gauche comme de droite, pensaient que la Pologne devait surtout compter sur l'alliance avec la France, qui datait de la Première Guerre mondiale, et ne devrait soutenir ni l'Allemagne ni l'Union soviétique.
Pour normaliser les relations bilatérales avec l'Union soviétique, des négociations commencèrent en janvier 1926 pour élaborer un pacte de non-agression. Le traité devait consolider les gains polonais obtenus de la paix de Riga et être pondéré par un pacte similaire signé avec l’Allemagne. Toutefois, les négociations avec l'Allemagne n'avaient pas débuté, et les pourparlers soviéto-polonais furent interrompus en juin 1927, après que le Royaume-Uni eut rompu ses relations diplomatiques avec l'Union soviétique et que le plénipotentiaire soviétique Piotr Voykov fut assassiné à Varsovie. À la place, la Pologne appliqua le pacte Briand-Kellogg de 1928.
Les négociations soviéto-polonaises reprirent à Moscou, en 1931. Le pacte fut finalement signé le 25 juillet 1932, valable pendant une durée de trois ans. Les ratifications furent échangées à Varsovie le 23 décembre 1932 et le pacte entra en vigueur le jour même. Il fut enregistré dans le recueil des traités de la Société des Nations le 9 janvier 1933. Le 5 mai 1934, il fut prolongé jusqu'au 31 décembre 1945, sans modification.
Parmi d'autres sujets, les deux parties convenaient de renoncer à la violence dans leurs relations bilatérales, de résoudre leurs problèmes par des négociations et de renoncer à tout conflit armé ou alliance visant l'autre partie.
Le 23 septembre 1938, l'Union soviétique envoya une note au gouvernement polonais l'informant que le pacte serait considéré comme nul et non avenu en cas d’une participation de la Pologne à l’occupation de la Tchécoslovaquie. Cependant, cette menace ne fut pas mise à exécution, le gouvernement soviétique déclarant le 31 octobre, après que la Pologne eut occupé la région de Zaolzie, que le pacte restait en vigueur, et cela fut réaffirmé par les deux puissances le 26 novembre 1938.
Finalement, le pacte fut rompu par les Soviétiques le 17 septembre 1939, lorsque l'Armée rouge rejoignit les forces de l'Allemagne nazie dans leur invasion de la Pologne, conformément aux protocoles secrets du pacte Molotov-Ribbentrop.
Le pacte avait été considéré à l'époque comme un grand succès de la diplomatie polonaise, très affaiblie par la guerre commerciale avec l’Allemagne, le renoncement de certaines parties du Traité de Versailles et le relâchement des liens avec la France. Il renforça également la puissance de négociation de la Pologne vis-à-vis de l’Allemagne, qui aboutit à la signature du pacte de non-agression germano-polonais dix-huit mois plus tard.